# Purperkoet
De purperkoet (Porphyrio porphyrio) is een vogel uit de familie van de rallen (Rallidae). De vogel komt in Europa voor in Spanje, Portugal, Camargue in Zuid Frankrijk en op Sardinië. Tot in 2021 was er geen enkele waarneming in Nederland en België.

## Kenmerken
De purperkoet wordt 38 tot 50 centimeter groot. Hij heeft een glanzend donkerblauw en paars verenkleed met een grote dikke felrode snavel en lange, felrode poten met lange tenen. Verder heeft hij een felrood schild op het voorhoofd en witte onderstaartdekveren. Juveniele vogels zijn grijzer, hebben een doffer verenkleed en hebben een grijzere snavel en poten. Purperkoeten zwemmen niet graag, maar ze klimmen in het riet of rennen over de grond. In de vlucht zijn ze te herkennen aan de bungelende poten.

## Broeden
Purperkoeten broeden in weelderige vegetatie in binnenwateren, moerassen, meren en baaien. Het nest wordt tussen het riet op het water gebouwd, tot op een hoogte van 50 centimeter. Het diepe nest wordt gemaakt van riet. In april en juni worden 5-7 roze tot geelachtige eieren met donkere vlekken gelegd. Beide ouders broeden; de eieren komen na 22-25 dagen uit. Na vier dagen verlaten de jongen het nest. De ouders blijven nog voor hen zorgen totdat ze kunnen vliegen.

## Voedsel
Het dieet van de purperkoet bestaat uit jonge scheuten, zaden, delen van riet en andere waterplanten, waterinsecten, weekdieren en kleine amfibieën. Soms roven ze eieren en jongen van andere watervogels, waarvoor ze zelfs in bomen klimmen.

## Verspreiding en leefgebied
Purperkoeten zijn standvogels. De soort komt voor in Zuidwest-Europa en Noord-Afrika. Voorheen bestond deze soort uit 12 ondersoorten, maar door opsplitsing in meerdere soorten is de purperkoet op de lijst van het IOC nu een monotypische soort geworden, dus zonder ondersoorten.
Het leefgebied bestaat uit een groot aantal typen draslanden, zowel met zoet- als brakwater. Het is een vogel van rijk begroeid, ondiep water met vooral riet en zeggen.

### Voorkomen in Noordwest-Europa
In België werd de soort voor het eerst waargenomen in oktober 2021 in Zoutleeuw, in Nederland voor het eerst in december 2021 in Kinderdijk.

## Status
De purperkoet heeft een groot verspreidingsgebied en daardoor is de kans op de status kwetsbaar (voor uitsterven) gering. De grootte van de populatie is niet gekwantificeerd. Op wereldschaal is de soort niet bedreigd en staat daarom als zodanig op de Rode Lijst van de IUCN.
De nominaat die in West-Europa voorkomt is sterk achteruitgegaan door aantastingen van het leefgebied door de omzetting van draslanden in gebieden voor agrarisch gebruikt. Daardoor is de soort sterk afhankelijk van de bescherming binnen natuurreservaten.